# والتر بینگلی
والتر بینگلی (انگلیسی: Walter Bingley; ۱۷ آوریل ۱۹۳۰ – مارس ۲۰۱۷ (۸۶ ساله)) بازیکن فوتبال اهل بریتانیا بود.
از باشگاه‌هایی که در آن بازی کرده‌است می‌توان به باشگاه فوتبال شفیلد ونزدی، باشگاه فوتبال یورک سیتی، باشگاه فوتبال بولتون واندررز، و باشگاه فوتبال سوئیندون تاون اشاره کرد.